# Tomasz Kowalski (działacz turystyczny)
Tomasz Stanisław Kowalski (ur. 5 lutego 1953 roku w Krakowie, zm. 1 sierpnia 2013 tamże) – polski działacz turystyczny, wieloletni dyrektor Hotelu Cracovia w Krakowie, społeczny doradca Prezydenta RP, członek Rady Nadzorczej Polskiego Radia (dwie kadencje). Żona Marta Kowalska, syn Jakub.

## Życiorys
Absolwent krakowskiego V Liceum Ogólnokształcącego oraz Krakowskiej Politechniki na Wydziale Mechanicznym. W latach 1991–2011 pełnił funkcję dyrektora Hotelu "Cracovia" w Krakowie należącego do sieci Orbis, aż do jego zamknięcia. W latach 1995–2005 był społecznym doradcą Prezydenta RP – Aleksandra Kwaśniewskiego. Członek Rady Nadzorczej Pracowni Konserwacji Zabytków "Arkona" Spółka z o.o. w Krakowie. Współtwórca Krakowskiej Izby Turystyk. Działacz Fundacji Teatru Stu i krakowskiego Biura Podróży i Turystyki "Almatur". W 2001 odznaczony Krzyżem Kawalerskim Orderu Odrodzenia Polski
Prezes Zarządu Stowarzyszenia Małych i Średnich Przedsiębiorstw KRAK-BUSINESS.
Członek Rad Nadzorczych spółek:
- Polskie Radio S.A. – członek Rady Nadzorczej (dwie kadencje),
- ABM Solid S.A. – przewodniczący Rady Nadzorczej (do roku 2007),
- Fabryka Parafin Naftowax Sp. z o.o. Trzebinia – członek Rady Nadzorczej,
- OPAKOMET SPÓŁKA AKCYJNA – członek Rady Nadzorczej (od 2006 roku),
- Pracownia Konserwacji Zabytków „Arkona” Spółka z o.o. w Krakowie – członek Rady Nadzorczej
- Członek Komisji Rewizyjnej FUNDACJI „100 lat”  KS CRACOVIA".